# Султанија Емине Михришах
Михришах Кадин (турски: mine Mihrişah Kadın; османски турски: امینه مھرشاہ قادین у  значењу „Светлост краља“; умрла је априла 1732) била је супруга султана Ахмеда III и мајке султана Мустафе III.

## Живот
По уласку у царски харем добила је име Михришах (што на персијском значи „Краљева светлост“).
25. августа 1710. родила је свог првог сина шехзаде Сулејмана, а 28. јануара 1717. родила је свог другог сина шехзаде Мустафу. 1728. године родила је свог трећег сина шехзаде Сејфедина.
Ахмед је свргнут 1730. године, а на престо се попео његов нећак султан Махмуд I. Михришах је заједно са другим дамама из Ахмедовог харема отишла до палате Ески.

## Смрт и наслеђе
Умрла је 1732. године, а сахрањена је у маузолеју Царских дама, Нова џамија, Истанбул. 
Шехзаде Мустафа је на престо ступио као Мустафа III након смрти султана Османа III 1757. Међутим, она никада није била Валиде султанија, јер је умрла пре него што је Мустафа ступио на престо. Саградио је Ајазма џамију у знак сећања на своју мајку и старијег брата шехзаде Сулејмана. Чесма је такође присутна у близини њене гробнице.